# NGC 180
NGC 180 ist eine Balken-Spiralgalaxie vom Hubble-Typ SBbc im Sternbild Fische auf der Ekliptik. Sie ist schätzungsweise 241 Millionen Lichtjahre von der Milchstraße entfernt und hat einen Durchmesser von etwa 135.000 Lj. 

Im selben Himmelsareal befinden sich u. a. die Galaxien IC 34.
Die Typ-IIP-Supernova SN 2001dj wurde hier beobachtet.
Das Objekt wurde am 29. Dezember 1790 von dem deutsch-britischen Astronomen Wilhelm Herschel entdeckt.